# Justos Títulos
Los Justos Títulos de dominio del Rey de España (la Monarquía Hispánica o Monarquía Católica) sobre el Nuevo Mundo son un concepto ideológico expresado jurídica y teológicamente a través de sucesivas reuniones de teólogos y juristas, principalmente:
- la Junta de Burgos (1512);
- la Junta de Valladolid (1550-1551), en que se produce el enfrentamiento entre las posturas de Bartolomé de las Casas, que pone en duda la licitud del dominio de los colonizadores sobre los indígenas, y la de Ginés de Sepúlveda, partidario de la continuidad del proceso colonizador.

Las Leyes de Indias dotaron de un marco jurídico a ese dominio colonial, en todo tipo de cuestiones, como la encomienda o el repartimiento de indios.
El principal soporte de la pretensión de la monarquía española al dominio de América eran las denominadas Bulas Alejandrinas, obtenidas por los Reyes Católicos de Alejandro VI (de la familia valenciana de los Borja, que ocupó el pontificado entre 1492 y 1503). La naturaleza religiosa de la justificación de ese dominio, sustentada en la necesidad de evangelización, también implicó el control de los reyes sobre la Iglesia, a través del Patronato regio.
La discusión con otras potencias europeas se limitó principalmente al acuerdo con Portugal, alcanzado en 1494 con el Tratado de Tordesillas, que en la práctica dividía el mundo en dos zonas de influencia. Se atribuye a Francisco I de Francia un retórico reproche a este reparto, pidiendo que le enseñaran la cláusula del testamento de Adán donde repartiera su herencia entre castellanos y portugueses, con exclusión de todos los demás.
A partir de finales del siglo XVI, y en parte por escrúpulos de conciencia del propio rey Felipe II, se limitaron las nuevas conquistas, frenando la expansión territorial; aunque tal autolimitación no tendría consecuencias políticas o económicas de gran importancia, dado que las principales entidades políticas indígenas habían sido ya dominadas (imperio azteca e imperio inca) y los espacios de interés agrícola, minero o comercial habían sido ya controlados (las zonas tropicales del Caribe y las Antillas españolas -disputadas con otras potencias europeas-, los puertos clave en las rutas del Atlántico y el Pacífico y las minas de Potosí y México). Hasta mediados del siglo XVIII no se volvió a intentar la colonización de nuevos territorios, ya con distintos criterios (costa del Pacífico norte) o se discutieron los límites con Portugal.